# Craugastor rugosus
Craugastor rugosus is een kikker uit de familie Craugastoridae. De soort werd voor het eerst wetenschappelijk beschreven door Wilhelm Peters in 1873. Oorspronkelijk werd de wetenschappelijke naam Hylodes rugosus gebruikt en later werd de soort aan de geslachten Lithodytes en Eleutherodactylus toegekend.
De soortaanduiding rugosus betekent vrij vertaald 'geplooid' en slaat op de rimpelige huid. Craugastor rugosus komt voor in delen van Midden-Amerika en leeft in de landen Costa Rica en Panama.